# Plastic Letters
Plastic Letters (Letras De Plastico en su traducción al español) es el segundo álbum de estudio de la banda Blondie. Fue publicado en diciembre de 1977. Se extrajeron 3 sencillos: "Kidnapper", "Denis" y "(I'm Always Touched by Your) Presence, Dear". El álbum alcanzó el n.º 10 en el Reino Unido y ha sido certificado como disco de platino por la BPI. El vestido rosa de Deborah Harry lleva en el arte de la portada fue diseñada por Anya Phillips.

## Lista de canciones
| Plastic Letters (LP y casete - lado A) |                                               |                      |          |  |
| N.º                                    | Título                                        | Escritor(es)         | Duración |  |
| 1.                                     | «Fan Mail»                                    | Jimmy Destri         | 2:38     |  |
| 2.                                     | «Denis»                                       | Neil Levenson        | 2:19     |  |
| 3.                                     | «Bermuda Triangle Blues (Flight 45)»          | Chris Stein          | 2:49     |  |
| 4.                                     | «Youth Nabbed as Sniper»                      | Stein                | 3:00     |  |
| 5.                                     | «Contact in Red Square»                       | Destri               | 2:01     |  |
| 6.                                     | «(I'm Always Touched by Your) Presence, Dear» | Gary Valentine       | 2:43     |  |
| 7.                                     | «I'm on E»                                    | Deborah Harry, Stein | 2:13     |  |

| Plastic Letters (LP y casete - lado B) |                                     |                     |          |  |
| N.º                                    | Título                              | Escritor(es)        | Duración |  |
| 8.                                     | «I Didn't Have the Nerve to Say No» | Harry, Destri       | 2:51     |  |
| 9.                                     | «Love at the Pier»                  | Harry               | 2:27     |  |
| 10.                                    | «No Imagination»                    | Destri              | 2:56     |  |
| 11.                                    | «Kidnapper»                         | Destri              | 2:37     |  |
| 12.                                    | «Detroit 442»                       | Destri, Stein       | 2:28     |  |
| 13.                                    | «Cautious Lip»                      | Ronnie Toast, Stein | 4:24     |  |

| Plastic Letters (CD - bonus tracks de la reedición de 1994) |                                                                                    |              |          |  |
| N.º                                                         | Título                                                                             | Escritor(es) | Duración |  |
| 14.                                                         | «Poets Problem» (B-side to "(I'm Always Touched by Your) Presence, Dear" sencillo) | Destri       | 2:20     |  |
| 15.                                                         | «Denis (Alternative Version)»                                                      | Levenson     | 2:22     |  |

## Posicionamiento en lista
| Lista (1978)             | Posición |
| ------------------------ | -------- |
| Australian Albums Chart  | 64       |
| Dutch Albums Chart       | 2        |
| New Zealand Albums Chart | 38       |
| Swedish Albums Chart     | 33       |
| UK Albums Chart          | 10       |
| US Top LPs               | 72       |